# داني ميرفي (لاعب كرة قدم أيرلندي)
داني ميرفي (بالإنجليزية: Danny Murphy)‏ (4 ديسمبر 1982 في المملكة المتحدة - ) هو لاعب كرة قدم أيرلندي في مركز الظهير. شارك مع منتخب جمهورية أيرلندا تحت 17 سنة لكرة القدم. أما مع النوادي، فقد لعب مع دونفرملين أثلتيك وسويندون تاون وكوينز بارك رينجرز ونادي شامروك روفرز ونادي كورك سيتي ونادي ماذرويل ونادي مارغيت ودوري أيرلندا الحادي عشر ‏.

## وصلات خارجية
- داني ميرفي على موقع قاعدة بيانات كرة القدم.إي يو (الإنجليزية)
- داني ميرفي على موقع Soccerbase.com (لاعب) (الإنجليزية)